# جرم واقعی (مجموعه)
جرم واقعی (انگلیسی: True Crime) مجموعه بازی ویدئویی جهان باز در سبک‌های اکشن و تیراندازی سوم شخص است که توسط اکتیویژن و در پلت‌فرم‌های مایکروسافت ویندوز، مک‌اواس، ایکس‌باکس و پلی‌استیشن ۲ منتشر شده‌است.
اولین قسمت این مجموعه، جرم واقعی: خیابان‌های لس آنجلس در ۴ نوامبر ۲۰۰۳ و آخرین قسمت از مجموعه جرم واقعی: نیویورک سیتی در ۱۶ نوامبر ۲۰۰۵ منتشر شد.